# Samsung Galaxy M35 5G
Samsung Galaxy M35 5G — смартфон середнього рівня, розроблений Samsung Electronics, що входить до серії Galaxy M. Був представлений 24 травня 2024 року. Модель є дуже подібною до Samsung Galaxy A35 5G з різницею в дизайні, більшому акумуляторі та деяких спрощених характеристиках, таких як пластикова задня панель, відсутність ступеню захисту IP, розміщення сканера відбитків пальців і менша роздільна здатність макрокамери.

## Дизайн
Екран захищений склом Corning Gorilla Glass Victus+. Задня панель та рамка виготовлені з матового пластику.
Ззаду Galaxy M35 5G схожий на більшість смартфонів Samsung Galaxy 2023-2024 років.
Знизу знаходяться мікрофон, роз'єм USB-C і динамік, а зверху — другий мікрофон. Зліва розміщений гібридний  слот під 2 SIM-картки або 1 SIM-картку і карту пам'яті формату microSD до 1 ТБ, а справа — гойдалка регулювання гучності та кнопка блокування, в яку вбудовано сканер відбитків пальців.
Смартфон продавався в наступних кольорах:
| Колір | Назва       |
| ----- | ----------- |
|       | Темно-синій |
|       | Сірий       |
|       | Блакитний   |

## Технічні характеристики

### Апаратне забезпечення
Galaxy M35 5G отримав процесор Exynos 1380 з графічним процесором Mali-G68 MP5. Смартфон був доступний в конфігураціях 6/128, 8/128 та 8/256 ГБ. В Україні він офіційно продавався тільки в конфігурації 6/128 ГБ.
Акумуляторна батарея отримала об'єм 6000 мА·год та підтримку швидкої зарядки на 25 Вт.
Galaxy M35 5G має 6,6-дюймовий Infinity-O (з круглим вирізом посередині) екран типу Super AMOLED з роздільною здатністю Full HD+ (2340 × 1080), щільністю пікселів 390 ppi, співвідношенням сторін 19,5:9 і частотою оновлення 120 Гц.
Пристрій отримав стереодинаміки, де роль другого динаміка виконує розмовний динамік.
Смартфон отримав основну потрійну камеру, що складається із ширококутного об'єктива на 50 Мп з діафрагмою f/1.8, фазовим автофокусом і оптичною стабілізацією зображення, надширококутного об'єктива на 8 Мп з діафрагмою f/2.2 і кутом огляду 123° та макрооб'єктива на 2 Мп з діафрагмою f/2.4 та ширококутну фронтальну камеру на 13 Мп з діафрагмою f/2.2. Основна та фронтальна камери вміють записувати відео в роздільній здатності 4K@30fps.

### Програмне забезпечення
Смартфон був випущений на One UI 6.1 на базі Android 14 і був пізніше оновлений до One UI 7.0 на базі Android 15.